# 久喜市立栗橋小学校
久喜市立栗橋小学校（くきしりつ くりはししょうがっこう）は、埼玉県久喜市の旧北葛飾郡栗橋町域にある公立小学校。

## 沿革
- 2001年（平成13年）
  - 4月1日 - 栗橋東第一小学校・栗橋東第二小学校・栗橋北小学校の3校が統廃合し、旧東第二小学校の校舎を増改築したものを新たに栗橋小学校として発足する。校章も制定。
  - 4月5日 - 6月12日を開校記念日（旧栗橋町議会条例告示日）として制定する。
  - 4月9日 - 開校式および始業式を挙行。
  - 6月20日 - 体育館にて、開校記念式典挙行。
- 2002年（平成14年）1月30日 - 校歌が完成し、校歌作成者小林亜星招き校歌お披露目会が体育館にて行われた。
- 2005年（平成17年）11月5日 - 開校5周年記念式典挙行。
- 2010年（平成22年）
  - 3月23日 - 1市3町合併により、久喜市立栗橋小学校と改称。
  - 4月15日 - 開校10周年記念式典挙行。
- 2015年（平成27年）6月12日 - 体育館にて、開校15周年式典挙行。
- 2016年（平成28年）
  - 6月1日 - 全教室にてエアコンが稼働する。
  - 7月8日 - 保健室のエアコン入替。
- 2020年（令和2年）11月21日 - 体育館にて、開校20周年記念式典挙行。

## 通学区域
- 栗橋北1丁目・栗橋北2丁目・栗橋中央1丁目・栗橋中央2丁目・栗橋東1丁目・栗橋東2丁目・栗橋東3丁目・栗橋東4丁目・栗橋東5丁目・栗橋東6丁目の一部・松永の一部・緑1丁目・栗橋・伊坂の一部

## 主な進学先
- 久喜市立栗橋東中学校

## 周辺
- 浅川医院
- 栗橋郵便局
- 深廣寺
- 浄信寺

## アクセス
- JR宇都宮線（東北本線）・東武日光線栗橋駅（東口）から、徒歩約730 m・約12分。
- 茨城急行自動車「駅入口」バス停から、徒歩約445 m・約7分。